# おかげ杯
おかげ杯（おかげはい）は、30歳以下の棋士によって行われる日本の囲碁の棋戦。2010年創設。正式タイトル名はおかげ杯囲碁トーナメント。本戦は三重県伊勢市のおかげ横丁で開催され、棋戦名もこれに由来する。若手棋士の育成強化という目的を達成することができたとして、2020年第11回で終了。非公式戦として開催されていたが、第11回のみ公式戦として行われた。
2014年から2019年まで、若手国際団体戦のおかげ杯国際新鋭対抗戦も開催されている。

## おかげ杯囲碁トーナメント

### 方式
- 16名によるトーナメント戦。前回優勝者は本戦にシードで、日本棋院棋士の出場枠が13名、関西棋院棋士が男女各1名（第8回 - ）。
  - 第1-2回は、日本棋院棋士のみの出場。シード4名と予選通過者12名。
  - 第3-7回は、関西棋院の棋士も参加。シード4名と、予選を通過した日本棋院棋士10名、関西棋院棋士2名（男女1名ずつ）。
- コミは、6目半。
- 持時間は1手30秒、1分単位の考慮時間が10回。
- 優勝賞金300万円。

### 歴代優勝者と決勝戦
左が優勝者
- 第1回 2010年 張豊猷 - 大橋拓文
- 第2回 2011年 安斎伸彰 - 志田達哉
- 第3回 2012年 安斎伸彰 - 瀬戸大樹
- 第4回 2013年 一力遼 - 安斎伸彰
- 第5回 2014年 一力遼 - 瀬戸大樹
- 第6回 2015年 余正麒 - 一力遼
- 第7回 2016年 一力遼 - 安斎伸彰
- 第8回 2017年 村川大介 - 李沂修
- 第9回 2018年 許家元 - 余正麒
- 第10回 2019年 芝野虎丸 - 安達利昌
- 第11回 2020年 一力遼 – 伊田篤史

## おかげ杯国際新鋭対抗戦

### 方式
- 日中韓台4か国の代表チームによって、総当たりでリーグ戦が行われる。その結果上位同士、下位同士で対戦し順位を確定する。団体戦メンバーは第1回は男子2名女子1名の3人、第2回以降は男子3名女子2名の5人。第1回の決勝は主将戦で行われた。
- 国際新鋭対抗戦女流個人戦の参加者は各国1名で、団体戦選手も兼ねる。団体戦と同様リーグ戦上位同士、下位同士で順位決定戦を行う。第1回でのみ行われた。
- 団体戦の優勝賞金は450万円（第2回 - 。第1回は270万円）。そのほかに成績優秀者への個人賞がある。女流個人戦は優勝賞金20万円。
- コミ6目半。持時間は1手30秒、1分単位の考慮時間が10回。

### 結果
対抗戦
| 回次 | 年度 | 優勝                                            | 2位                                                 | 3位                                                       | 4位                                                   |
| ---- | ---- | ----------------------------------------------- | --------------------------------------------------- | --------------------------------------------------------- | ----------------------------------------------------- |
| 1    | 2014 | 韓国 （羅玄、金庭賢、朴志娟）                   | 中国 （柯潔、連笑、曹又尹）                         | 中華台北 （王元均、陳詩淵、蘇聖芳）                       | 日本 （一力遼、瀬戸大樹、謝依旻）                     |
| 2    | 2015 | 韓国 （尹畯相、安国鉉、李志賢、崔精、呉侑珍）   | 日本 （伊田篤史、一力遼、余正麒、謝依旻、藤沢里菜） | 中国 （楊鼎新、黄雲嵩、范蘊若、王晨星、於之瑩）           | 中華台北 （陳詩淵、林立祥、蕭正浩、黒嘉嘉、兪俐均）   |
| 3    | 2016 | 中国 （范蘊若、童夢成、黄雲嵩、於之瑩、陳一鳴） | 韓国 （李東勲、李志賢、朴珉奎、呉侑珍、金彩瑛）     | 中華台北 （林君諺、蕭正浩、楊博崴、黒嘉嘉、蘇聖芳）       | 日本 （伊田篤史、一力遼、安斎伸彰、謝依旻、奥田あや） |
| 4    | 2017 | 中国 （范蘊若、李軒豪、童夢成、李赫、魯佳）     | 韓国 （金明訓、韓態熙、李映九、崔精、呉侑珍）       | 日本 （村川大介、李沂修、寺山怜、藤沢里菜、謝依旻）       | 中華台北 （王元均、許晧鋐、蕭正浩、兪俐均、蘇聖芳）   |
| 5    | 2018 | 韓国 （申眞諝、金明訓、李志賢、崔精、呉侑珍）   | 中国 （范蘊若、李軒豪、陶欣然、於之瑩、陸敏全）     | 日本 （一力遼、余正麒、許家元、謝依旻、藤沢里菜、謝依旻） | 中華台北 （王元均、林士勛、林君諺、蘇聖芳、楊子萱）   |
| 6    | 2019 | 韓国 （申旻埈、卞相壹、李志賢、崔精、呉侑珍）   | 中国 （范蘊若、廖元赫、許嘉陽、於之瑩、周泓余）     | 日本 （安達利昌、一力遼、芝野虎丸、上野愛咲美、藤沢里菜） | 中華台北 （許皓鋐、王元均、林君諺、楊子萱、兪俐均）   |

女流個人戦
- 第1回（2014年） 優勝:朴志娟（韓国） 準優勝:曹又尹（中国） 3位:謝依旻（日本） 4位:蘇聖芳（台湾）

#### 第1回
2014年11月1-2日
団体戦
予選
決勝戦
- 羅玄（韓国） - 柯潔（中国）、3位決定戦 王元均（中華台北）- 一力遼（日本）

女子個人戦
- 1位決定戦 朴志娟（韓国）- 曹又尹（中国）、3位決定戦 謝依旻（日本） - 蘇聖芳（中華台北）

#### 第2回
2015年10月2-3日
予選
| 韓国   | 5 | 0 | 日本     |
| 尹畯相 | ○ | × | 伊田篤史 |
| 李志賢 | ○ | × | 一力遼   |
| 安国鉉 | ○ | × | 余正麒   |
| 崔精   | ○ | × | 謝依旻   |
| 呉侑珍 | ○ | × | 藤沢里菜 |

| 中国   | 5 | 0 | 中華台北 |
| 楊鼎新 | ○ | × | 蕭正浩   |
| 范蘊若 | ○ | × | 陳詩淵   |
| 黄雲嵩 | ○ | × | 林立祥   |
| 於之瑩 | ○ | × | 兪俐均   |
| 王晨星 | ○ | × | 黒嘉嘉   |

#### 第3回
2016年10月14-15日
予選
| 中国   | 3 | 2 | 韓国   |
| 范蘊若 | ○ | × | 李東勲 |
| 童夢成 | × | ○ | 李志賢 |
| 黄雲嵩 | ○ | × | 朴珉奎 |
| 於之瑩 | × | ○ | 呉侑珍 |
| 陳一鳴 | ○ | × | 金彩瑛 |

| 中華台北 | 3 | 2 | 日本     |
| 林君諺   | ○ | × | 伊田篤史 |
| 蕭正浩   | × | ○ | 一力遼   |
| 楊博崴   | ○ | × | 安斎伸彰 |
| 黒嘉嘉   | ○ | × | 謝依旻   |
| 蘇聖芳   | × | ○ | 奥田あや |

#### 第4回
2017年10月14-15日
予選
| 中国   | 4 | 1 | 韓国   |
| 范蘊若 | ○ | × | 金明訓 |
| 李軒豪 | ○ | × | 韓態熙 |
| 童夢成 | ○ | × | 李映九 |
| 李赫   | ○ | × | 崔精   |
| 魯佳   | × | ○ | 呉侑珍 |

| 日本     | 3 | 2 | 中華台北 |
| 村川大介 | × | ○ | 王元均   |
| 李沂修   | × | ○ | 許晧鋐   |
| 寺山怜   | ○ | × | 蕭正浩   |
| 藤沢里菜 | ○ | × | 兪俐均   |
| 謝依旻   | ○ | × | 蘇聖芳   |

#### 第5回
2018年10月14-15日
予選
| 韓国   | 4 | 1 | 中国   |
| 申眞諝 | ○ | × | 范蘊若 |
| 金明訓 | × | ○ | 李軒豪 |
| 李志賢 | ○ | × | 陶欣然 |
| 崔精   | ○ | × | 於之瑩 |
| 呉侑珍 | ○ | × | 陸敏全 |

| 日本     | 3 | 2 | 中華台北 |
| 一力遼   | × | ○ | 王元均   |
| 余正麒   | ○ | × | 林士勛   |
| 許家元   | ○ | × | 林君諺   |
| 謝依旻   | ○ | × | 蘇聖芳   |
| 藤沢里菜 | × | ○ | 楊子萱   |

#### 第6回
2019年10月14-15日
リーグ戦
| 韓国   | 3 | 2 | 中国   |
| 申旻埈 | ○ | × | 范蘊若 |
| 卞相壹 | × | ○ | 廖元赫 |
| 李志賢 | × | ○ | 許嘉陽 |
| 崔精   | ○ | × | 於之瑩 |
| 呉侑珍 | ○ | × | 周泓余 |

| 日本       | 3 | 2 | 中華台北 |
| 安達利昌   | × | ○ | 許皓鋐   |
| 一力遼     | × | ○ | 王元均   |
| 芝野虎丸   | ○ | × | 林君諺   |
| 上野愛咲美 | ○ | × | 楊子萱   |
| 藤沢里菜   | ○ | × | 兪俐均   |